# ミッキー・ガル
ミッキー・ガル（Mickey Gall、1992年1月22日 - ）は、アメリカ合衆国ニュージャージー州グリーンブルック出身の男性総合格闘家。ミラー・ブラザーズMMA所属。

## 来歴
13歳でボクシングのトレーニングを始め、16歳でブラジリアン柔術、19歳で総合格闘技を始めた。
グラップラーズ・クエストなどの大会で複数回優勝を収めた。
2015年、リアリティ番組"Lookin' For a Fight"の収録に訪れたデイナ・ホワイトの前でプロデビュー戦を勝利し、試合後のマイクパフォーマンスでCMパンクとの対戦を直訴したことがきっかけでUFCと契約した。

### UFC
2016年2月6日、UFC初参戦となったUFC Fight Night: Hendricks vs. Thompsonで、CMパンクとの対戦を賭けてマイク・ジャクソンと対戦。開始45秒リアネイキドチョークで一本勝ち。
2016年9月10日、UFC 203でCMパンクと対戦し、リアネイキドチョークで一本勝ち。
2016年12月17日、UFC on FOX 22でセージ・ノースカットと対戦。2Rにダウンを奪いリアネイキドチョークで一本勝ち。

## 戦績
| 総合格闘技 戦績 | 総合格闘技 戦績 | 総合格闘技 戦績 | 総合格闘技 戦績 | 総合格闘技 戦績 | 総合格闘技 戦績 | 総合格闘技 戦績 |
| --------------- | --------------- | --------------- | --------------- | --------------- | --------------- | --------------- |
| 14 試合         | (T)KO           | 一本            | 判定            | その他          | 引き分け        | 無効試合        |
| 7 勝            | 0               | 6               | 1               | 0               | 0               | 0               |
| 7 敗            | 3               | 0               | 4               | 0               | 0               | 0               |

| 勝敗 | 対戦相手                 | 試合結果                            | 大会名                                     | 開催年月日     |
| ×    | ラミズ・ブラヒマイ       | 1R 2:55 KO（右ストレート→パウンド） | UFC 309: Jones vs. Miocic                  | 2024年11月16日 |
| ×    | バシル・ハファス         | 5分3R終了 判定0-3                   | UFC 302: Makhachev vs. Poirier             | 2024年6月1日   |
| ×    | マイク・マロット         | 1R 3:41 TKO（左フック→パウンド）    | UFC 273: Volkanovski vs. The Korean Zombie | 2022年4月9日   |
| ×    | アレックス・モロノ       | 5分3R終了 判定0-3                   | UFC on ESPN 31: Font vs. Aldo              | 2021年12月4日  |
| ○    | ジョーダン・ウィリアムズ | 1R 2:57 リアネイキドチョーク        | UFC on ESPN 27: Sandhagen vs. Dillashaw    | 2021年7月24日  |
| ×    | マイク・ペリー           | 5分3R終了 判定0-3                   | UFC on ESPN 12: Poirier vs. Hooker         | 2020年6月27日  |
| ○    | サリム・トゥアリ         | 5分3R終了 判定3-0                   | UFC on ESPN 5: Covington vs. Lawler        | 2019年8月3日   |
| ×    | ディエゴ・サンチェス     | 2R 4:13 TKO（パウンド）             | UFC 235: Jones vs. Smith                   | 2019年3月2日   |
| ○    | ジョージ・サリバン       | 1R 1:09 リアネイキッドチョーク      | UFC Fight Night: Gaethje vs. Vick          | 2018年8月25日  |
| ×    | ランディ・ブラウン       | 5分3R終了 判定0-3                   | UFC 217: Bisping vs. St-Pierre             | 2017年11月4日  |
| ○    | セージ・ノースカット     | 2R 1:40 リアネイキドチョーク        | UFC on FOX 22: VanZant vs. Waterson        | 2016年12月17日 |
| ○    | CMパンク                 | 1R 2:14 リアネイキドチョーク        | UFC 203: Miocic vs. Overeem                | 2016年9月10日  |
| ○    | マイク・ジャクソン       | 1R 0:45 リアネイキドチョーク        | UFC Fight Night: Hendricks vs. Thompson    | 2016年2月6日   |
| ○    | ロン・テンプルトン       | 1R 2:53 リアネイキドチョーク        | Dead Serious MMA 17                        | 2015年11月21日 |

## 表彰
- ブラジリアン柔術 茶帯